# Langur indočínský
Langur indočínský (Rhinopithecus avunculus) je druh hulmanovité opice, endemit severního Vietnamu, jenž se vyskytuje pouze na několika lokalitách východně od Rudé řeky. Podle Mezinárodního svazu ochrany přírody (IUCN) se jedná o kriticky ohrožený taxon, populace drasticky poklesly následkem masivního odlesňování a intenzivního lovu.

## Vzhled
Langur indočínský měří 51 až 65 cm, ocas dosahuje délky 66 až 92 cm. Samci jsou mohutnější než samice, s průměrnou hmotností 13,8 kg, zatímco samice váží pouze okolo 8,3 kg. S těmito rozměry je langur indočínský nejmenším druhem svého rodu a jako jediný má také poměrně dlouhý ocas. Srst je hladká, na dorzální části černě zbarvená, ocas je taktéž černý, ale se světlou špičkou, na zadní straně stehen jsou bílé skvrny. Temeno je hnědé, obličej má barvu světle modrou či světle modrozelenou. Spodní strana těla má bílé zbarvení. Novorozená mláďata mají světle šedou srst a jejich dospělé zbarvení se rozvine až v průběhu času.

## Biologie
Langur indočínský se vyskytuje v tropických lesích severního Vietnamu východně od Rudé řeky v nadmořských výškách 200 až 1 400 m n. m. Poslední zbývající populace obývají lesní fragmenty provincií Tuyên Quang a Ha Giang. Languři indočínští tráví většinu života ve stromoví a na zem slézají pouze výjimečně.
Typicky vytvářejí jednosamcové sociální skupiny, běžně tvořené 12–15 jednotlivci. Tlupy se však mohou dále spojovat do větších sociálních celků. Migrující samci utvářejí společné bakalářské skupiny. Obecně se nezdá, že by tento druh byl obzvláště teritoriální. Aktivní je v průběhu dne, v noci se languři stahují do spodních větví stromů poblíž strmých horských stěn, kde jsou chráněni před chladnými větry. Potravu tvoří asi ze dvou třetin plody a semena, zbytek jídelníčku je složen z mladých lístků.
O rozmnožování tohoto druhu není známo dostatečné množství informací, především pro jeho vzácnost a obtížnou možnost terénního pozorování ve volné přírodě. Jedno až dvě mláďata přicházejí na svět v průběhu jara a léta, březost trvá asi 200 dní. Pohlavní dospělosti samice dosahují ve věku asi 4 let, samci až v 7 letech.

## Ohrožení
Langur indočínský byl poprvé objeven v roce 1911 a z následujících padesáti až šedesáti let o jeho existenci existuje pouze málo záznamů. Dobroruka k roku 1979 uvádí, že se materiál podařilo získat pouze dvěma expedicím mířících do severovietnamských provincií Yen Bai a Bac Kan. V důsledku nedostatku informací byl druh považován za vyhubený, nicméně v roce 1989 došlo k jeho znovuobjevení v provincii Tuyên Quang.
Druh jako takový silně ovlivňují lidské zásahy do ekosystému a také lov. Mezinárodní svaz ochrany přírody (IUCN) považuje lovecký tlak za největší hrozbu, a třebaže maso langura indočínského není zvlášť ceněno, druh je pronásledován jako součást tradiční medicíny. Skupiny langurů navíc často nejsou plaché, což z nich činí snadný cíl ze strany lovců. Narušování přirozeného prostředí probíhá následkem těžby dřeva a zlata či přeměnou na zemědělské oblasti. Projekt výstavby vodní elektrárny na řece Gâm vedl jak ke ztrátě stanovišť, tak ke zvýšené poptávce po mase ze stran stavebních dělníků.
Vlivem rozsáhlého odlesňování a intenzivního lovu jsou přežívající populace velmi malé a roztříštěné. K roku 2017 pravděpodobně přežívalo méně než 250 jedinců v pouhých pěti izolovaných lokalitách. Dvě navzájem izolované populace se vyskytují v oblastech Ban Bung a Tat Ke v rámci přírodní rezervace Na Hang v provincii Tuyên Quang. Terénní průzkumy z roku 2010 odhalily 5–10 jedinců v Tat Ke a 13–16 jedinců v Ban Bung. V přírodní rezervaci Cham Chu, jež leží taktéž v provincii Tuyên Quang, se může vyskytovat dalších 8–12 jedinců, nicméně spolehlivé záznamy chybí. Roku 2007 byla objevena malá populace v oblasti Tung Vai (provincie Ha Giang) blízko hranic s Čínou, podle průzkumu z listopadu 2016 zde přežívá asi 15–21 jedinců. Největší populace stále přežívá v oblasti Khau Ca v provincii Ha Giang, přičemž sčítání z jara 2015 ve zde vyhlášené rezervaci potvrdilo výskyt 125–130 opic.
Podle IUCN je langur indočínský kriticky ohrožený a byl také uveden na seznam „25 nejohroženějších primátů světa“ (vydání 2016–2018), jenž IUCN pravidelně spoluvydává. V rámci Úmluvy o mezinárodním obchodu s ohroženými druhy volně žijících živočichů a planě rostoucích rostlin patří do první přílohy zahrnující nejvíce ohrožené druhy, s nimiž je jakýkoliv mezinárodní obchod zakázán. Prokázaně se vyskytuje ve dvou chráněných oblastech, v rezervaci Na Hang a v rezervaci v Khau Ca. Pouze populace v Khau Ca se nezdá býti akutně ohrožena; navzdory právní ochraně totiž lov a ztráta stanovišť probíhá v celém areálu výskytu, a to včetně chráněných areálů. I přes ochranná opatření zůstává budoucnost tohoto druhu nejistá.